# Robert Buckner
Robert Buckner (* 28. Mai 1906 in Crewe, Virginia; † August 1989 in Guadalajara, Mexiko) war ein US-amerikanischer Dramatiker, Drehbuchautor und Filmproduzent, der ein Mal für den Oscar für die beste Originalgeschichte nominiert war als auch einen Golden Globe Award und den von der Writers Guild of America vergebenen Robert Meltzer Award für das beste Drehbuch gewann.

## Leben
Buckner studierte nach dem Schulbesuch an der University of Virginia sowie der University of Edinburgh und war danach als Journalist sowie Korrespondent der Zeitung New York World tätig. Später verfasste er Bühnenwerke für den Broadway, aber auch für Off-Broadway-Produktionen.
Seine Laufbahn in der Filmwirtschaft Hollywoods begann Buckner 1937, als er einen Vertrag als Drehbuchautor mit Warner Bros. abschloss und für diese Filmproduktionsgesellschaft bis 1948 arbeitete. Sein Debüt als Drehbuchautor gab er mit der Vorlage für den Western Goldene Erde Kalifornien (Gold Is Where You Find It, 1938) von Michael Curtiz mit George Brent, Olivia de Havilland und Claude Rains. In folgenden Jahren entstanden zahlreiche weitere namhafte Filmproduktionen wie das von Michael Curtiz inszenierte Filmmusical Yankee Doodle Dandy (1942) mit James Cagney als Broadway-Star George M. Cohan sowie Joan Leslie und Walter Huston in weiteren Hauptrollen. Hierfür wurde er bei der Oscarverleihung 1943 für den Oscar für die beste Originalgeschichte nominiert. 1942 begann Buckner neben seiner Tätigkeit als Drehbuchautor auch als Filmproduzent zu arbeiten und produzierte unter anderem Filme wie Der freche Kavalier (Gentleman Jim, 1942) von Raoul Walsh mit Errol Flynn, Alexis Smith und Jack Carson oder auch Unser Leben mit Vater (Life with Father, 1947) von Michael Curtiz mit William Powell, Irene Dunne und Elizabeth Taylor.
Nachdem er zwischen 1948 und 1951 für die Universal Studios gearbeitet hatte, war er anschließend als freier Drehbuchautor und Produzent tätig. Einen seiner größten Erfolge hatte er mit dem Drehbuch für den auch von ihm produzierten Spielfilm Sieg über das Dunkel (Bright Victory, 1951) von Mark Robson mit Arthur Kennedy, Peggy Dow und Julie Adams. Hierfür gewann er 1952 sowohl den Golden Globe Award für das beste Drehbuch als den von der Writers Guild of America vergebenen Robert Meltzer Award für das Drehbuch mit dem besten Umgang mit US-amerikanischen Problemen.
Buckner, der nach 1955 überwiegend für Fernsehproduktionen arbeitete, verfasste bis 1970 Drehbücher und Vorlagen für vierzig Filme sowie Fernsehserien und produzierte bis 1962 knapp zwanzig Filme.

## Filmografie (Auswahl)
D = Drehbuch, P = Produzent:
- 1938: Comet Over Broadway (D)
- 1938: Goldene Erde Kalifornien (Gold Is Where You Find It) (D)
- 1939: Herr des wilden Westens (Dodge City) (D)
- 1939: Oklahoma Kid (The Oklahoma Kid) (D)
- 1940: Goldschmuggel nach Virginia (Virginia City) (D)
- 1940: Land der Gottlosen (Santa Fé Trail) (D)
- 1941: Dive Bomber (D)
- 1942: Yankee Doodle Dandy (D)
- 1942: Der freche Kavalier (Gentleman Jim) (P)
- 1943: Botschafter in Moskau (Mission to Moscow) (P)
- 1943: Liebeslied der Wüste (The Desert Song, P)
- 1944: Auf Ehrenwort (Uncertain Glory) (P)
- 1945: Jagd im Nebel (Confidential Agent) (D)
- 1945: Ein Mann der Tat (San Antonio) (P)
- 1946: Devotion [1943 gedreht; P]
- 1946: Eine Lady für den Gangster (Nobody Lives Forever) (P)
- 1947: Unser Leben mit Vater (Life with Father) (P)
- 1947: Schmutzige Dollars (Cheyenne) (P)
- 1948: Der Mann ohne Gesicht (Rogues’ Regiment) (D, P)
- 1949: Schwert in der Wüste (Sword in the Desert) (D)
- 1949: Liebe auch ohne Patent (Free for All) (D, P)
- 1950: Abgeschoben (Deported) (D, P)
- 1951: Sieg über das Dunkel (Bright Victory) (D, P)
- 1952: Abenteuer in Rom (When in Rome) (Vorlage für D)
- 1955: Kennwort: Berlin-Tempelhof (A Prize of Gold, D)
- 1955: Nach Paris der Liebe wegen (To Paris with Love) (D)
- 1956: Pulverdampf und heiße Lieder (Love Me Tender) (D)
- 1956: In den Krallen der Gangster (House of Secrets) (D)
- 1958: Schieß zurück, Cowboy (From Hell to Texas) (D, P)
- 1967: Heiße Colts in harten Fäusten (Return of the Gunfighter) (D)

## Auszeichnungen
- 1952: Golden Globe Award für das beste Drehbuch
- 1952: Robert Meltzer Award für das Drehbuch mit dem besten Umgang mit US-amerikanischen Problemen